# محجر السيفي (إب)

تعديل مصدري - تعديل

محجر السيفي هي إحدى قرى عزلة جبل معود بمديرية إب التابعة لمحافظة إب، بلغ تعداد سكانها 197 نسمة حسب تعداد اليمن لعام 2004.